# فرودگاه شهری میپل لیک
فرودگاه شهری میپل لیک (به انگلیسی: Maple Lake Municipal Airport) یک فرودگاه همگانی بهره‌برداری هوایی است که یک باند فرود آسفالت دارد و طول باند آن ۸۵۲ متر است. این فرودگاه در کشور ایالات متحده آمریکا قرار دارد و در ارتفاع ۳۱۳ متری از سطح دریا واقع شده‌است.